# Atlantiska språk

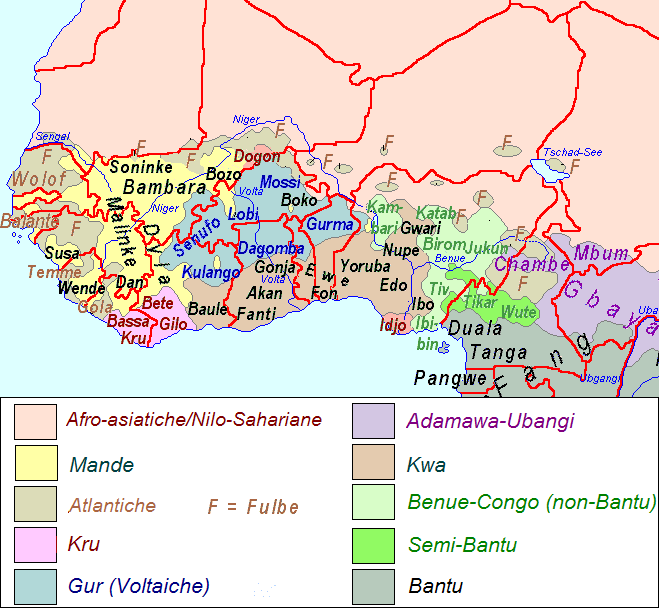
Karta över språken i Niger-Congo/Västafrika

Atlantiska språk, tidigare kallade västatlantiska språk, är en gren av niger-kongospråken som omfattar runt 65 språk med omkring 20 miljoner talare i Västafrika. Dessa språk talas i allmänhet längs Atlantens kust från Senegal till Liberia, men nomadiska fulatalare har spritt sig österut och finns i betydande mängder över Sahel, från Senegal till Nigeria och Kamerun. 
Fula (även känt som peul, fulani, toucouleur och flera andra namn) är det största språket med omkring 15 miljoner talare. Det kanske mest välbekanta är dock wolof, som är lingua franca i Senegal och har flera miljoner talare.
Andra betydande medlemmar av gruppen är serer och dialektklustret jola i Senegal samt temne i Sierra Leone. Många atlantiska språk uppvisar konsonantmutation, och de flesta har ett substantivklassystem liknande det i de avlägset besläktade bantuspråken. Vissa språk är tonspråk. Den grundläggande ordföljd tenderar att vara subjekt predikat objekt (SVO).

## Den atlantiska språkfamiljen
Den atlantiska familjen identifierades första gången av Sigismund Koelle 1854. I början av 1900-talet hävdade Carl Meinhof att fula var ett hamitiskt språk, men August von Klingenhaben och Joseph Greenbergs arbete fastslog definitivt fulas nära släktskap med wolof och serer.  W. A. A. Wilson noterar att giltigheten för språkfamiljen som helhet vilar på mycket svagare bevisning, men språkforskarna godtar i allmänhet atlantiska språk som en giltig familj. På samma sätt accepterar de flesta språkforskare att den atlantiska gruppen ingår i Niger-Kongofamiljen, baserat på indicier som ett gemensamt substantivklassystem. Ändå är den jämförande forskningen om Niger-Kongospråken fortfarande bara i sin linda. De föreslagna underklassificeringarna av Niger-Kongospråken (vanligen baserade på lexikostatistik) hävdar i allmänhet att atlantiska språk är en ganska avvikande gren av familjen, men inte lika avvikande som mandespråken och kordofanspråken. 
David Sapir föreslog en underklassificering av atlantiska språk med en tredelning mellan en nordlig grupp, en sydlig grupp, och det kraftigt avvikande språket bijago, som talas på Bissagosöarna utanför Guinea-Bissaus kust. Denna indelning antogs av Wilson 1989 och av Ethnologue:  
- Atlantiska språk
  - Bijago - talas i Guinea-Bissau
  - Nordliga - med undantag för fula främst talade i Senegal, Gambia, Guinea-Bissau och Guinea
    - Senegambiska
      - Fula-Wolof: Wolof och fula (många varieteter och alternativa namn)
      - Serer

    - Cangin: Lehar, palor, ndut, saafi-saafi och noon
    - Bak
      - Balant-Ganja: balanta-ganja och balanta-kentohe
      - Jola
        - Bayot
        - Jola i snävare mening: Kuwaataay, karon och  mlomp, samt jolaspråken (stort dialektkontinuum)

      - Manjaku-Papel: Mankanya, mandjak, och papel

    - Östlig Senegal-Guinea
      - Banyun: Bainouk-gunyuño, bainouk-samik och bainouk-gunyaamolo
      - Tenda: Biafada, basari, wamei, badjara och budik
      - Nun: Kasanga och kobiana

    - Mbulungish-Nalu: Baga mboteni, mbulungish och nalu

  - Sydliga - talade främst i Guinea, Sierra Leone och Liberia
    - Limba
    - Mel
      - Bullom-kissi
        - Bullom: Bom, bullom so (mmani), sherbro, och krim
        - Kissi

      - Gola
      - Temne: Temne, landoma och bagaspråken

## Konsonantmutation
Många atlantiska språk uppvisar konsonantmutation, ett fenomen där begynnelsekonsonanten i ett ord förändras beroende på dess morfologiska och/eller syntaktiska omgivning. I fula förändras exempelvis den inledande konsonanten i många substantiv beroende på om det är singular eller plural:
| pul-lo | "fulaniperson" | ful-ɓe | "fulanipersoner" |
| guj-jo | "tjuv"         | wuy-ɓe | "tjuvar"         |

## Substantivklasser
Atlantiska språk har substantivklassystem som liknar dem som finns i andra Niger-Kongospråk. De mest kända är systemen i bantuspråken. Bantuspråken markerar substantivklasser med prefix, och språkforskare tror i allmänhet att detta avspeglar det ursprungliga Niger-Kongogemensamma systemet. I atlantiska språk använder vissa språk, som temne, prefix, medan andra, som fula, anger substantivklasser med suffix. Joseph Greenberg anförde att de suffigerade formerna uppkom från självständiga eftersatta bestämningar som kongruerade med substantivklassen. 
Utvecklingen skulle då ha varit 
prefix-substantiv-bestämning → prefix-substantiv-suffix → substantiv-suffix
Vissa atlantiska språk, som serer, markerar faktiskt substantivklass med både ett prefix och ett suffix.